# Bogdan Mitrea
Bogdan Mitrea (n. 29 septembrie 1987, Cluj-Napoca, România) este un fotbalist român, care joacă pe post de fundaș la U Cluj în SuperLiga României. Pe plan internațional, are prezențe la națională pentru România. Primul său antrenor a fost Daniel Sima.
A decis să își încheie cariera la 37 de ani în 2025, după un sezon  în care echipa lui, FC Universitatea Cluj, a obținut un loc de cupă europeană.

## Legături externe
- Profil la transfermakrt.co.uk
- Profil la Soccerway.com